# Amaenai de yo!! Katsu!!
Amaenai de yo!! Katsu!! (jap. あまえないでよっ!! 喝!!, dt. „Sei nicht so verwöhnt!!“, vgl. Amae, katsu ist ein lauter, schimpfender Ausruf im Zen-Buddhismus) ist eine 13-teilige Anime-Serie aus dem Jahr 2006, die wie auch die erste Anime-Serie Amaenaide yo!! auf einem Manga des japanischen Zeichners Toshinori Sogabe (宗我部 としのり), basiert. Die Serie, die sich dem Seinen-, Moe- und Bishōjo-Genre zuordnen lässt, arbeitet, wie ihr Vorgänger, mit komödiantischen und erotischen (Etchi) Elementen.

## Handlung
In der Nachfolgerserie von Amaenai de yo!! wird ein neuer weiblicher Hauptcharakter namens Kazusano Kazuki eingeführt. Diese ist eine geheime Gesandte eines anderen buddhistischen Tempels, in dem die Meinung vertreten wird, dass die Befreiung von weltlichen Begierden irrelevant zur spirituellen Erleuchtung ist. Kazukis Aufgabe ist es, Ikkō mit allen Mitteln erwachen zu lassen, weshalb sie ständig Situationen provoziert, in denen sie sich Ikkō sexuell nähern kann. Dies wird jedoch ständig vereitelt, meist von Chitose, die von Eifersucht geplagt wird. Kazuki glaubt außerdem, dass sie mit Ikkō erwachen könne, um ihre unkontrollierbaren Kräfte unterdrücken zu können. In der letzten Episode gelingt es ihr endlich, Ikkō durch sie erwachen zu lassen, wird jedoch von Ikkōs Macht verschlungen, anstatt mit ihm zu erwachen. Chitose schafft es jedoch, dem erwachten Ikkō ins Gewissen zu reden, wodurch seine Kraft neutralisiert und Kazuki wieder freigegeben wird.
Neben dieser Haupthandlung gibt es auch hier eine Nebenhandlung, die meist den Inhalt der Episoden bestimmt. So werden einige der Hauptcharaktere, die eines der sechs Reiche des buddhistischen Glaubens verkörpern, näher an die Vervollkommnung ihrer Kräfte geführt. Besondere Gewichtung liegt hierbei auf der jungen Hinata, für die es aufgrund ihrer Zugehörigkeit zum Dämonenreich extrem schwer ist, sich von den „Mächten der Dunkelheit“ zu lösen, einem der wichtigsten Schritte zur spirituellen Erleuchtung und somit zur vollen Kontrolle der Kräfte der sechs Reiche.

## Veröffentlichungen
Die Serie wurde von Januar bis März 2006 auf dem japanischen Fernsehsender AT-X ausgestrahlt und wie auch die Vorgängerserie von Studio DEEN produziert. Auch der Stab blieb der gleiche; so führte Keitaro Motonaga erneut Regie.
Eine 13. Folge erschien ausschließlich auf DVD.

## Synchronisation
| Rolle            | japanischer Sprecher (Seiyū) |
| ---------------- | ---------------------------- |
| Kazuki Kazusano  | Asami Sanada                 |
| Ikkō Satonaka    | Chihiro Suzuki               |
| Chitose Nanbu    | Mai Nakahara                 |
| Haruka Amanogawa | Akeno Watanabe               |
| Yūko Atoda       | Chieko Higuchi               |
| Sakura Sugai     | Haruhi Terada                |
| Jōtoku Kawahara  | Kazuko Sugiyama              |
| Miyako Amanogawa | Kotono Mitsuishi             |
| Hinata Sugai     | Ryoko Shintani               |
| Sumi Ikuina      | Tomoko Kawakami              |

## Musik
Als Vorspanntitel wurde Amaenai de yo!! von Amae-tai! verwendet. Der Abspann ist mit dem Titel Lonesome Traveler von Mai Nakahara unterlegt.